# Cú lợn mặt nạ Manus
Cú lợn mặt nạ Manus (danh pháp hai phần: Tyto manusi) là một loài chim thuộc Chi Cú lợn, Họ Cú lợn (Tytonidae).. Cú lợn mặt nạ Manus là loài chim đặc hữu ở đảo Manus, Papua New Guinea. Một số tác giả xem nó là một phân loài của cú lợn mặt nạ Úc (Tyto novaehollandiae).
Nó là loài sinh sống trong rừng ít được biết đến, hiếm khi thấy. So sánh với các liên quan chặt chẽ cú mặt nạ Úc cho thấy nó có thể có các vùng lãnh thổ lớn, và dân số có thể nhỏ hơn 1000 cá thể.